# 파라파 더 래퍼
《파라파 더 래퍼》(영어: PaRappa the Rapper)는 1996년 12월 나나온-샤에서 제작한 플레이 스테이션전용으로 발매한 리듬 게임이다. 1997년 10월에는 북미권으로 발매되었다. 2001년 8월에는 파라파 더 래퍼 2가 발매되었고, 북미는 2002년 1월에 발매되었다. 또한, psp로도 2006년 12월, 북미판은 2007년 7월에 발매되었다.

## u-rappin
u- rappin은 총 4단계로 이루어져 있다. 높은 순서대로 cool, good, bad, awful 총 4단계의 u-rappin이 있다. cool 때는 프리스타일로 플레이할 수 있으며, 스테이지가 실행될때는 처음에는 good으로 설정되어있다. 또한, good에서 bad로 바로 내려가지 않고 중간에 걸치는데, 이것은 good 밑에 bad가 깜빡거리는 것이 good과 bad의 중간이다. 파라파 더 래퍼 2에서는 u rappin이 새로운 형태로 바뀌어서 u-rappin이 올라가거나 떨어지면 롤이 돌아간다.

## 점수
리듬을 맞추면 점수가 올라간다. 그러나 u-rappin이 떨어지면 점수가 하락된다.

## 클리어와 게임오버
클리어와 게임오버는 한 스테이지의 엔딩의 u-rappin의 상태에 따라 결정된다.u-rappin cool~ good과bad의 중간에서 클리어가 된다. 게임오버는 bad와good의 중간~ awful에서 한 단계에서 엔딩이 되었을 때는 게임오버가 된다. 단, 예외적으로 awful에서 두단계 하락됐을때는 엔딩과 상관없이 그 자리에서 바로 게임 오버된다.

## 스테이지
스테이지는 총 6단계가 있다. 각 스테이지 마다 레슨이 4개~ 5개씩 있다.
- 스테이지 1: 양파 선생님의 도장에가서 공수도를 배운다.
- 스테이지 2: 무슬리니 황소 선생님과 운전 연습을 해서 운전면허를 딴다.
- 스테이지 3: 가게를 운영하는 개구리 선생님과 같이 일을 한다.
- 스테이지 4: 요리 프로그램을 하는 닭 선생님과 함께 케이크를 만든다.
- 스테이지 5: 스테이지 1~ 스테이지 4에 있는 선생님을 종합하는 스테이지다.
- 스테이지 6: MC 킹 콩 무시와 모든 선생님들이 나와 sunny funny를 위해 콘서트를 연다.

이러한 스테이지를 클리어 할 때마다 저장을 할 수 있다.

## 캐릭터
- PaRappa the Rapper : 주인공. 주로 "I gotta believe"라는 말을 한다.
- Sunny Funny
- PJ Berri: 파라파와 같이 다니는 친구.식성이 좋다.
- Katy Kat
- Parappa의 아버지